# Sciara thomsoni
Sciara thomsoni är en tvåvingeart som beskrevs av Rubsaamen 1894. Sciara thomsoni ingår i släktet Sciara och familjen sorgmyggor. Inga underarter finns listade i Catalogue of Life.